# Colonna (Latium)

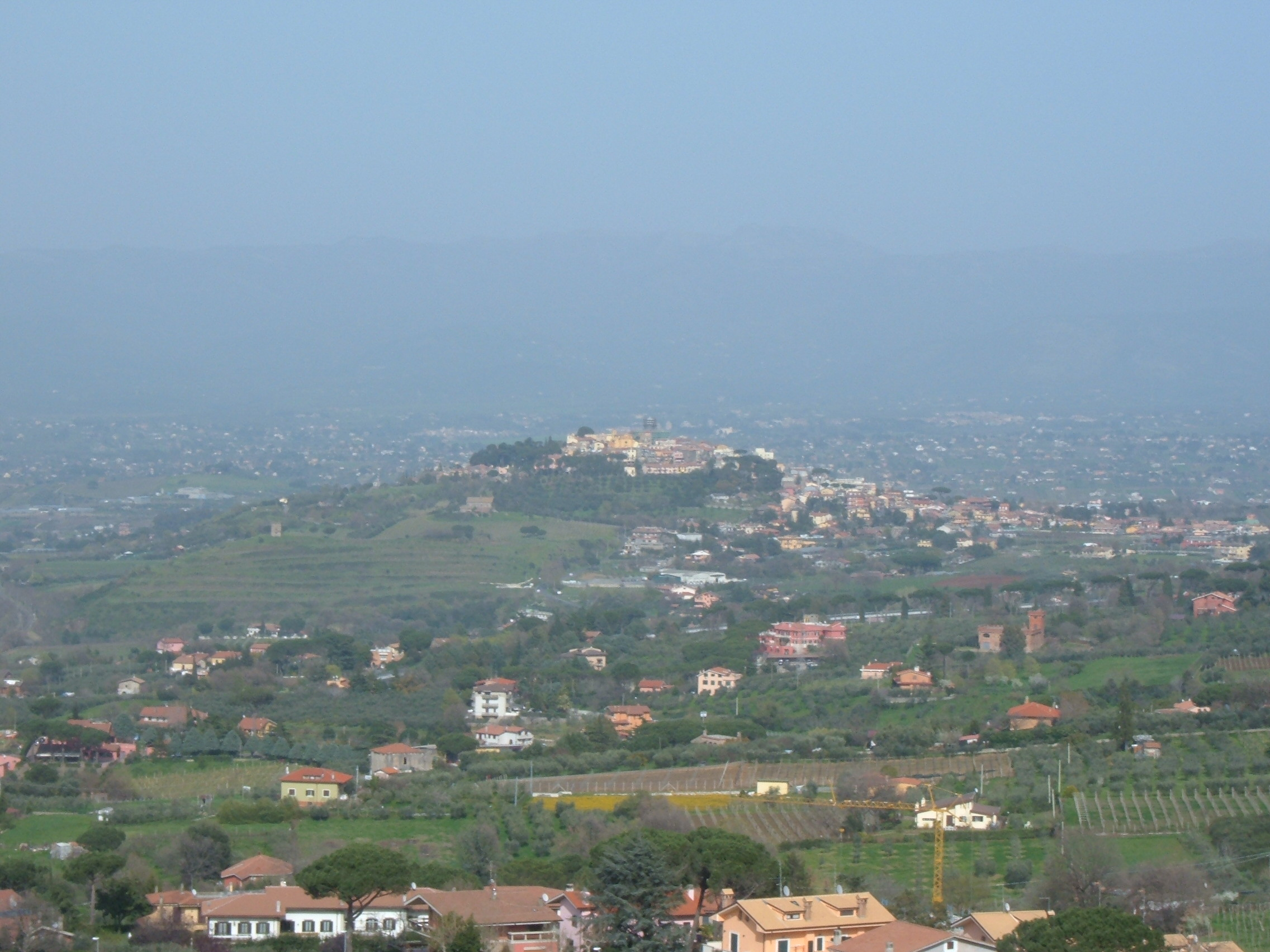
Blick auf Colonna

Colonna ist eine italienische Gemeinde in der Metropolitanstadt Rom in der Region Latium mit 4223 Einwohnern (Stand 31. Dezember 2023). Sie liegt 27 Kilometer östlich von Rom.
Colonna ist der Stammort der in der Geschichte Roms sehr bedeutenden adligen Familie Colonna.

## Geografie
Colonna liegt in den Albaner Bergen und gehört zu den Gemeinden der Castelli Romani. Es ist Mitglied der Comunità Montana dei Castelli Romani e Prenestini.

## Bevölkerung
| 1871 | 1901 | 1921 | 1951 | 1971 | 1991 | 2001 |
| ---- | ---- | ---- | ---- | ---- | ---- | ---- |
| 490  | 1013 | 1177 | 1632 | 2275 | 3059 | 3329 |

## Politik
Augusto Cappellini (Lista Civica: Solidarietà e Sviluppo) wurde im Juni 2009 zum Bürgermeister gewählt; er löste Gaetano Bartoli ab, der nicht mehr kandidierte. Am 25. Mai 2014 wurde er wiedergewählt.